# 森重政
森 重政（もり しげまさ、文禄2年4月23日（1593年5月23日） - 元和4年6月5日（1618年7月26日））は、美作国津山藩初代藩主森忠政の長男。母は側室のお竹（山内氏）。弟に森虎松、森忠広。官位は従五位下、大膳亮。
文禄2年（1593年）、美濃国金山において森忠政の長男として生まれる。当初は相続権があったものと思われるが、側室の子であったために正室である豊臣秀長養女と忠政との間に次男虎松、三男忠広が誕生すると、庶長子と見なされ相続権を失う。
元和4年（1618年）に美作国苫南郡真経村において死去した。享年26。法名は瑞應院殿桂林俊芳大禅定門。同所新原谷槙尾畝に葬られるが、現在は岡山県久米郡誕生寺に改葬されている。